# Prisioneros de guerra de la Primera Guerra Mundial en Alemania

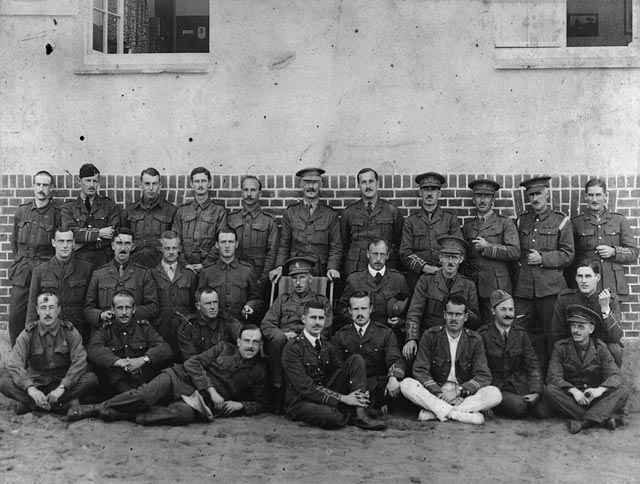
Prisioneros de guerra canadienses en Alemania en 1917.

Los prisioneros de guerra de la Primera Guerra Mundial en Alemania es un aspecto del conflicto poco abordado por la investigación historiográfica. El número de soldados hechos prisioneros ha aumentado a poco más de siete millones para el conjunto de beligerantes, incluidos alrededor de 2 400 000 por parte de Alemania.
Desde 1915, las autoridades alemanas establecieron un sistema de campos, cerca de trescientos en total, donde no dudaron en recurrir a la desnutrición, a los castigos y al acoso psicológico, junto con el encierro, para la explotación metódica de los prisioneros. Ello prefiguraba la utilización sistemática a gran escala de los campos de prisioneros en el curso del siglo XX; sin embargo, el cautiverio organizado por las autoridades militares alemanes también contribuyó a crear intercambios entre las personas y dio lugar a muchos prisioneros a reflexionar sobre su compromiso y su relación con su país.

## Las Convenciones de La Haya
A fines del siglo XIX, surge un debate sobre el marco jurídico de la guerra y del cautiverio de los soldados hechos prisioneros, en particular, después de los conflictos de Crimea y austro-prusiano. El zar Nicolás II fue el gestor de las dos conferencias que establecieron los términos legales y de las costumbres de guerra en La Haya en 1899 y 1907.
El capítulo II de la convención firmada en octubre de 1907 estuvo enteramente consagrado a los prisioneros de guerra y se inicia así: «Los prisioneros de guerra están en poder del gobierno enemigo, pero no de los individuos o de los cuerpos que los han capturado. Deben ser tratados con humanidad. Todo lo que les pertenezca personalmente, excepto las armas, los caballos y los papeles militares, sigue siendo de su propiedad».
Los veinte artículos que componen este capítulo reglamentan diversos aspectos de la vida en cautiverio, como el alojamiento, el trabajo, la religión, la alimentación, la vestimenta o, incluso, el correo. Pero este acuerdo internacional estaba impregnado de las concepciones del siglo XIX sobre la guerra. Así, por ejemplo, los prisioneros «podían ser puestos en libertad bajo palabra, si las leyes de su país lo autorizaban».
Los principales países de la Triple Entente y de la Triple Alianza firmaron la convención, con excepción del Imperio otomano que no figura entre los 44 signatarios de 1907. Las estipulaciones de La Haya entraron en vigor en el Imperio alemán y en Francia el 26 de enero de 1910; pero estas convenciones se revelaron inadecuadas frente a la amplitud de la Primera Guerra Mundial. En octubre de 1918, el número de prisioneros retenidos en Alemania se elevó a 2 415 043. Tal masa de hombres hizo imposible para un país en guerra respetar totalmente las convenciones en sus más ínfimos detalles. Durante el conflicto, se firmaron acuerdos especiales entre las partes beligerantes a fin de superar estas dificultades y, en 1929, se creará un nuevo texto que modificó la normativa aplicable.

### Testimonios
- Franceses
  - Augustin Aubry (1916). Ma captivité en Allemagne. París.
  - Eugène-Louis Blanchet (1918). En représailles. París.
  - Charles Gueugnier (1998). Les carnets de captivité de Charles Gueugnier, présentés par Nicole Dabernat-Poitevin, Accord édition.
  - Robert d'Harcourt (1935). Souvenirs de captivité et d’évasions 1915-1918. París: Payot.
  - Charles Hennebois (1916). Aux mains de l’Allemagne. París: Plon.
  - Edmond Laville [1989]. 1918 : mémoires d'un poilu : combats, captivité, évasion, prisons, libération..., Saint-Priest-sur-Privas: E. Laville, 107 p.
  - Roger Pelletier (1933). Captivité. París: Taillandier.
  - Gaston Riou (1916). Journal d’un simple soldat, Guerre-Captivité 1914-1915. París: Hachette.
  - Thierry Sandre (1924). Le Purgatoire. Amiens: Bibliothèque du Hérisson.
  - Jean-Yves Le Naour. Le Soldat inconnu vivant, 1918-1942, Hachette Littérature, La vie quotidienne, 15 de octubre de 2002.
  - André Warnod (1915). Prisonnier de guerre : notes et croquis rapportés d'Allemagne, París: Fasquelle, 187 p.
  - Emile Zavie (1917). Prisonnier en Allemagne : septembre 1914-juillet 1915, prefacio de Henry Céard. París: Chapelot, XXXVI-224 p.
- Británicos
  - Robert V. Dolbey (1917). A regimental surgeon in war and prison (Krefeld, Minden, Sennelager, Paderborn, Gütersloh), Londres.
  - James Gérard (1917). My four years in Germany, Londres/Nueva York.
  - H. G. Gilliland (1918). My German prisons. Being the experiences of an officer during two and a half years as a prisoner of war. Londres.
  - Wallace Ellison (1918). Escaped! Adventures in German captivity. Edimburgo.
  - Henry C. Mahoney (1917). Sixteen months in four German prisons : Wesel, Sennelager, Klingelputz, Ruhleben. Londres
- Italianos (mayormente en comparación con Austria)[6]
  - Falchi Persio (1919). Un anno di prigionia in Austria. Florencia: Libreria della Voce.
  - Gadda Carlo Emilio (1991). Taccuino di Caporetto, Diario di guerra e di prigionia (octubre de 1917-abril de 1918). Milán.
  - Tacconi Sisto (1925). Sotto il giogo nemico (Prigionia di guerra), Prefacio de Innocenzo Cappa. Milán: Fides.

#### Sobre los prisioneros
- Abbal, Odon (2004). Soldats oubliés, les prisonniers de guerre, Études et Communication, Bez-et-Esparon, ISBN 2-911722-05-1
- Auriol, Jean-Claude (2003). Les barbelés des bannis. La tragédie des prisonniers de guerre français en Allemagne durant la Grande Guerre. París: Tirésias, ISBN 2-908527-94-4
- Becker, Annette (1998). Oubliés de la Grande guerre: humanitaire et culture de guerre, 1914-1918: populations occupées, déportés civils, prisonniers de guerre. París: Éditions Noêsis, ISBN 2-911606-23-X.
- Cahen-Salvador, Georges (1929). Les prisonniers de guerre (1914-1919). París: Payot.
- Dennett, Carl Pullen (1919). Prisoners of the Great War. Authoritative statement of conditions in the prison camps of Germany. Boston/New York.
- Hinz, Uta (2006). Gefangen im Großen Krieg. Kriegsgefangenschaft in Deutschland 1914-1921. Essen: Klartext Verlag, ISBN 3-89861-352-6
- Morton, Desmond (1992). Silent battle: Canadian prisoners of war in Germany, 1914-1919, Lester Pub, ISBN 1-895555-17-5
- Oltmer, Jochen, ed. (2006): Kriegsgefangene im Europa des Ersten Weltkriegs, Schöningh, Paderborn, ISBN 3-506-72927-6
- Procacci Giovanna (2000). Soldati e prigionieri italiani nella grande guerra. Con una raccolta di lettere inedite, Bollati Boringhieri, ISBN 88-339-1214-0

#### Otros aspectos
- Audoin-Rouzeau, Stéphane y Annette Becker (1998). La Grande Guerre 1914-1918. París: Gallimard, ISBN 2-07-053434-0
- Beaupré, Nicolas (2006). Écrire en guerre, écrire la guerre : France, Allemagne, 1914-1920. París: CNRS, ISBN 2-271-06433-3
- Cabanes, Bruno (2004). La victoire endeuillée : la sortie de guerre des soldats français, 1918-1920. París: Le Seuil, ISBN 2-02-061149-X
- Prost, Antoine (1977). Les anciens combattants 1914-1940. París: Gallimard/Julliard, ISBN 2-07-029573-7
- Prost, Antoine y Jay Winter (2004). Penser la Grande Guerre: Un essai d’historiographie. París: Seuil, ISBN 2-02-054039-8
- Riou, Gaston (1926). L’après-guerre. Commentaires d’un Français. París: Librairie Baudinière.